# 부에노스아이레스에서 사랑에 빠질 확률
부에노스아이레스에서 사랑에 빠질 확률(Medianeras)은 2011년 공개된 로맨스 드라마 영화이다.

## 배역
- 하비에르 드롤라스(Javier Drolas) - 마르틴(Martín) 역
- 필라르 로페스 데 아얄라(Pilar López de Ayala) - 마리아나(Mariana) 역
- 이네스 에프론(Inés Efron) - 아나(Ana) 역
- 라파엘 페로(Rafael Ferro) - 라파(Rafa) 역
- 아드리안 나바로(Adrián Navarro) - 루카스(Lucas) 역
- 카를라 페테르손(Carla Peterson) - 마르셀라(Marcela) 역
- 로미나 폴라(Romina Paula)
- 호르헤 라나타(Jorge Lanata) - 메디코(Médico) 역
- 알란 파울스(Alan Pauls) - 마리아나의 옛 남자친구